# Liste von Liedern über Berlin
Diese Liste von Liedern über Berlin stellt eine Ergänzung des entsprechenden Abschnitts im Hauptartikel Berlin dar. Es wird kein Anspruch auf Vollständigkeit erhoben.

## Unbekannte Erscheinungsjahre
- Alt-Berliner Couplet – Holz, Koks, Kien, wir kommen aus Berlin

## 19. Jahrhundert
Die Sortierung erfolgt nach Erscheinungsjahr (in Klammern).
- Friedrich Heinrich Bothe (Text), Friedrich Ernst Wilhelm Bach (Melodie) – Unter den Akazien (Berlinade oder Lindenlied, 1806)[1]
- Lebrecht Mädchenkund – Untern Linden, wie ihr wißt (Parodie auf das Lindenlied, spätestens 1820) (1)
- Berliner Volksmund – Denkste denn, du Berliner Pflanze (nach 1837) (2)
- Drei Andere – Eine kleine Ewigkeit • Blau ist der Himmel über der Spree
- Berliner Volksmund (3) – Der König ist ein lieber Mann bzw. Der Kaiser ist ein lieber Mann (ab 1856 belegt)[2]
- Karl von Holtei (Text) (4) – In Berlin, sagt er, musst du fein …
- Heinrich Wilken (Text), Rudolf Bial (Melodie) – Am grünen Strand der Spree (Wohin ich wand’re durch die Welt …)
- Berliner Volksmund (5) – Du bist verrückt, mein Kind (1876)
- Berliner Volksmund – Komm’ mit nach Friedenau (um 1880, „Friedenauer Nationalhymne“)
- Otto Teich (Text), Franz Meißner (Melodie) – Im Grunewald, im Grunewald ist Holzauktion (1890/1892) (6)
- Oskar Klein (Text), Eugen Philippi (Melodie) – In Rixdorf is’ Musike (1895)[3]
- Wilhelm Wolff – Ist denn kein Stuhl da für meine Hulda (1895)
- Volkslied – Bolle reiste jüngst zu Pfingsten (um 1900)[4]
- Volkslied – Es liegt eine Leiche im Landwehrkanal (erwähnt im Juli 1900 in der Königsberger Zeitung)
- Berliner Volksmund – Was ham wa für ’ne Kirche bei uns in Tempelhof (Necklied der Berliner auf Tempelhof)[5]

## 20. Jahrhundert

### Erste Hälfte des 20. Jahrhunderts
Die Sortierung erfolgt nach Erscheinungsjahr (in Klammern).
- Paul Lincke – Nach der Liebesinsel laßt uns geh’n • Das ist der Zauber von Berlin • Ach, lieber Schaffner, was haben Sie getan? • In Charlottenburg am Knie (1901, Text Alfred Schmasow) • Jahrmarktsrummel (1) • Das macht die Berliner Luft (2) (1904)
- Julius Freund (Text), Rudolf Nelson (Melodie), Robert Koppel (erster Interpret) – Vom Knie bis zum Schlesischen Tor (1906)[8][9]
- Otto Reutter – Onkel Fritz aus Neu-Ruppin ging spazieren in Berlin (1906) • Berlin is ja so groß (um 1913) • Berlin, Berlin, trotz alle deine Fehler lieb ick dir mehr wie jede andre Stadt
- Jean Gilbert (Text), Alfred Schönfeld (Melodie) – Wie schön du bist, Berlin (Da draußen rings im Lande …) (1910) (3)
- Jean Moreau – Das Ladenmädel (1910) (4)
- Walter Kollo (Melodie)
  - mit Hans Brennecke (Text) – Die kleine Bank am Großen Stern
  - mit Rudolph Schanzer, Rudolf Bernauer (Text) – Das war in Schöneberg (im Monat Mai) (1913) • Untern Linden, Untern Linden (1913)
  - mit Fritz Oliven (Rideamus) (Text) – Solang noch Untern Linden (Was zieht durchs Brandenburger Tor) (1923) (5)
- Fredy Sieg – Das Lied von der Krummen Lanke (1923) • (Ganz) Draußen an der Panke • Die Zille
- Siegfried Translateur – Sportpalastwalzer (1923) (6)
- Robert Gilbert (Text), Jean Gilbert (Melodie) – Durch Berlin fließt immer noch die Spree (7) (1925)
- Friedrich Hollaender – Berlin, Berlin, wie bist du schön geworden (1926) (8)
- Willi Kollo – Lieber Leierkastenmann (1926)
  - mit Bruno Hardt-Warden (Text) – Berlin, ich bleib dir treu (1926)
  - mit Walter Lieck (Text) – Es geht doch nischt über Berlin • Kinder, ganz Berlin ist hier
  - mit Hans Pflanzer (Text) (9) – Es gibt nur ein Berlin (1931) • Das Lied vom Vata Zille („Das war sein Milljöh“) (1931)
- Fritzi Frou – Berliner sein genügt! (1927) aus der Revue Von Mund zu Mund (1926)
- Kurt Weill – Berlin im Licht (1928)
- Ernst Busch – Roter Wedding (1929)
- Alexander Flessburg – Das Tempelhoflied (Was hab’n wir für ’ne Feuerwehr bei uns in Tempelhof) (etwa 1931)
- Hans Hannes (= Hans H. Zerlett), Bruno Balz (Text), Leo Leux (Melodie) – Das ist Berlin (10) (1937/1938)
- Claire Waldoff – An de Panke – an de Wuhle – an de Spree • Die Großstadtpflanze • Emilie vom Kurfürstendamm • Im Nußbaum links vom Molkenmarkt • In Tegel gibts lockere Vögel • Nach meine Beene is ja janz Berlin verrückt • Wat braucht der Berliner um glücklich zu sein • Werderlied (und viele andere mehr)
- Marlene Dietrich – Berlin Berlin • Sonntags angeln gehn • In den Ruinen von Berlin (11)
- Frank Sinatra – There’ll Be a Hot Time in the Town of Berlin
- Bing Crosby & the Andrews Sisters – Hot Time in the Town of Berlin (1944)
- Leonid Utjossow – Дорога на Берлин (12) (1944)
- Ozzie Waters – A Rodeo Down in Tokyo and a Round Up in Old Berlin
- Little Jack Little – I’ve Always Wanted to Dance in Berlin
- Will Meisel – Berlin bleibt doch Berlin (1949)
- Gerhard Ahé (Text), Paul Woitschach (Melodie) – Der Berliner liebt Musike (1949)
- Viktor de Kowa – Ich hab’ so Heimweh nach dem Kurfürstendamm (1949)

### 1950er Jahre
Die Sortierung erfolgt nach Erscheinungsjahr (in Klammern).
- Musikkorps der Schutzpolizei Berlin, Viktor de Kowa & Die 3 Travellers: Album Berlin bleibt doch Berlin (ca. 1950) (1) – Berliner Luft • Ich hab’ so Heimweh nach dem Kurfürstendamm • Berlin ist auch ’ne schöne Stadt – genau wie Bonn • Unter’n Linden • Sportpalast-Walzer • Lindenmarsch (So lang noch Untern Linden) • Eine Tüte Luft aus Berlin • Das ist der Frühling aus Berlin
- Günter Neumann – Insulaner-Lied (2)
- Bully Buhlan – Ich hab’ noch einen Koffer in Berlin (1951) (3)
- Cornelia Froboess – Pack die Badehose ein (1951)
- Die 3 Travellers – Die Uhr am Bahnhof Zoo (1951) • Kleiner Bär von Berlin (1952) • Eine Tüte Luft aus Berlin (1958)
- Gina Presgott – Pack die Badehose ein (1952) (4)
- Gerhard Wendland – Heimweh nach dir (1952)
- Gina Presgott – Det sind Berliner Jöhrn (1954) (5)
- Cornel-Trio und RIAS-Tanzorchester – Wer mal am Kurfürstendamm seinen Kaffee trank (1955)
- Bruno Fritz: Ick stell mir vor, Berlin läg in Italien (1956) (6)[15]
- Fred Oldörp – Janz weit weg von Berlin (1956)
- Julia Axen & Heinz Schultze – Wenn in der Schönhauser die Lichter glühn (1958)
- Chris Howland – Kleines Mädchen aus Berlin (1959)

### 1960er Jahre
Die Sortierung erfolgt nach Erscheinungsjahr (in Klammern).
- Erika Brüning (1) – Da oben hab ich mal gewohnt[18] • Ich kann doch aus Berlin nicht weg (1960)
- Bruno Fritz – Italienisches Berlin (1960)
- Fred Oldörp – 0-3-1-1 Berlin, Berlin (1960)
- Papa Bue’s Viking Jazzband – Es war in Schöneberg (1960)
- Karl-Heinz Weichert – Wenn die Kastanien und der Flieder wieder blüh'n (1960)
- Botho-Lucas-Chor – Berliner Polka (1961)
- Marlene Dietrich – Ich hab noch einen Koffer in Berlin (1961) (2)
- Billy Vaughn – Berlin Melody (1961)
- Toni Fisher – West of the Wall (1962) • Dort in Berlin (West of the Wall) (1962)
- Cornelia Froboess – Das ist der Frühling von Berlin (1963) • Eine Tüte Luft aus Berlin (1963)
- Hildegard Knef – Ich hab noch einen Koffer in Berlin (2) • Heimweh nach dem Kurfürstendamm (3) (1963) • In dieser Stadt • Berlin, dein Gesicht hat Sommersprossen (1966)
- Édith Piaf – L’Homme de Berlin (1963)
- Cornelia Froboess – Am liebsten spiele ick uff unsern Hof (1964)
- Frank Schöbel – Sieben junge Mädchen (1964)
- Erich-Weinert-Ensemble – Jung sind die Linden (1966) (4)
- Gerd Natschinski – Zeig mir mal Berlin (1966) (5)
- The Spencer Davis Group – Det war in Schöneberg (1966)
- Andy Fisher – The Forgotten Café in Berlin (1967)
- Drafi Deutscher – Der Hauptmann von Köpenick (1968)
- Helga Hahnemann – Ein Berliner ohne Töne (1968) (6)
- Reinhard Mey – Heute noch (1968)
- Wolf Biermann – Frühling auf dem Mont Klamott (1969)
- Heidi Brühl – Berlin (1969)
- Ulrich Roski – Ein Hoch auf den freiheitlichen Berliner (1969)
- Bob Telden – Berlin erwacht (1969) (7)
- Hannes Wader – Alle meine Freunde (1969) • Kokain (1969)
- Schöneberger Sängerknaben – Berliner Jungens, die sind richtig (1969) • Grüße aus Berlin • Jetzt ist der Himmel blau in Berlin • Parole: Treffpunkt Zoo
- Günter Pfitzmann – An die Berlinerin • Irgendwo ist immer noch was offen in Berlin (8) • Schaut auf diese Stadt Berlin
- Medium-Terzett – Spree-Walzer
- Album Zille sein Berlin (1969): (8) (9)
  - Bully Buhlan – An der Jannowitz-Brücke • Das große Fenster
  - Edith Elsholtz – Wiegenlied vom Wedding • Wir sind uffjeklärt
  - Jo Herbst – Wenn Vater wieder aus Zuchthaus kommt (mit Klaus Günter Neumann) • Die Polente von Berlin
  - Peter René Körner – Jeden Freitag braus ick mir een hintern Knorpel • Mit dir möcht ick mal einen übern Hacken schubbern jehn • Wir sind von • Zille lebt!
  - Klaus Günter Neumann – Feuerwerk in Treptow • Molle und Korn

### 1970er Jahre

#### 1970
- Roberto Blanco – Auf dem Kurfürstendamm sagt man ‚Liebe‘
- Walter Hedemann – Großstadt-Idylle
- Thomas Natschinski und seine Gruppe – Mokka-Milch-Eisbar (1)
- Ulrich Roski – Des Schleusenwärters blindes Töchterlein
- Frank Zappa – Ouverture to a Holiday in Berlin • Holiday in Berlin, Full Blown (beide aus Burnt Weeny Sandwich) (2)

#### 1971
- Reinhard Mey – Ich trag' den Staub von deinen Straßen
- Barbara Thalheim – Frühling in der Schönhauser

#### 1972
- Arno Clauss – Berlin, Stadt meiner Träume (ca. 1972)
- Drafi Deutscher – Kellerkind
- Ton Steine Scherben – Mensch Meier • Rauch-Haus-Song
- Hildegard Knef – Und ich dreh' mich noch mal um (Die Linden)
- Lou Reed – Berlin (∗)

#### 1973
- Insterburg & Co. – Ich liebte ein Mädchen
- Udo Lindenberg – Mädchen aus Ost-Berlin
- Peggy March – Berlin, Berlin
- Lou Reed – Berlin (∗)

#### 1974
- Reinhard Lakomy – Das Haus, wo ich wohne
- Heinrich Lummer – Ich kenn' eine Stadt – Berlin, Berlin, Berlin

#### 1975
- Reinhard Mey – Zwischen Kiez und Ku’damm

#### 1976
- Manuela – Immer wenn ich an Berlin denk • Du kannst mich mal besuchen in Berlin
- Omnibus-Chor – Keules Atze wohnt am Alex • Ich kenn Berlin wie meine Hosentasche • Mein Bett steht an der Spree • Bär von Berlin

#### 1977
- David Bowie (1) – Neuköln (2) • “Heroes”
- Gebrüder Blattschuss – Krumme Lanke • Oh Bahnhof Zoo (3)
- Karussell – Kleine Freundin aus Schönefeld
- Lone Star – The Bells of Berlin
- Sex Pistols – Holidays in the Sun
- Iggy Pop – The Passenger (4)
- Judas Priest – Dissident Aggressor
- PVC – Berlin by Night
- Amiga-Album Berlin – Lieder einer großen Stadt (Sortierung entsprechend Reihenfolge auf dem Album):[25]
  - Pionierchor „Omnibus“ – Weil uns Berlin so gut gefällt
  - Monika Hauff und Klaus Dieter Henkler – Berlin, dein Berlin
  - Thomas Lück – Hausboot an der Dahme
  - Frank Schöbel – Es war im Plänterwald
  - Uschi Brüning – Komm in die Stadt
  - Jiri Korn – Der Berliner hat ein Herz für seine Spree
  - Peter Albert – Auf Wiedersehn, Berlin
  - Veronika Fischer & Günther-Fischer-Quintett (5) – In meiner Stadt • Berlin • Schönhauser (6) • Ich bin geboren in Berlin • Die weißen Dampfer • Alex

#### 1978
- Barclay James Harvest – Berlin
- Bläck Fööss – Ich han nen Deckel
- City – Der King vom Prenzlauer Berg
- Die 3 Travellers – Der Berliner liebt Musike
- Gebrüder Blattschuss – Kreuzberger Nächte
- Klaus Hoffmann (∗) – Was fang ich an in dieser Stadt • Kreuzberger Walzer • Brett vorm Kopp • Berlin
- Japan – Suburban Berlin
- Hildegard Knef – Das ist Berlin
- Reinhard Lakomy – Ein kleiner Indianerjunge
- Nina Hagen Band – Aufm Bahnhof Zoo
- PVC – Wall City Rock

#### 1979
- Bel Ami – Berlin bei Nacht (1)
- Siw Inger – Beim Sirtaki in Berlin
- Mittagspause – Militürk (2)
- Pannach und Kunert – Morgen in Moabit • Kommst du heut nach Berlin

### 1980er Jahre

#### 1980
- Deutsch Amerikanische Freundschaft – Kebabträume (1)
- Fehlfarben – Militürk (1)
- Firma 33 – Berlin
- Geile Tiere (Luciano Castelli & Salomé) – Berlin Nite
- Ideal – Berlin
- Killing Joke – SO36
- Rudolf Rock & die Schocker – Ostberlin
- The Stripes – Kicks in Berlin (2)
- Teller Bunte Knete – Hektik in der Stadt

#### 1981
- Andi Arroganti – Benzin in Berlin
- Katja Ebstein – Ich bin ein Berliner Kind
- Einstürzende Neubauten – Steh auf Berlin
- Fischer-Z – Berlin
- Gunter Gabriel – Es steht ein Haus in West-Berlin (1) • Ich bin ein Berliner
- Helga Hahnemann & Heinz Rennhack – Bolles Abenteuer (Altberliner Scherzlied) (2)
- Ideal – Erschießen
- Interzone – BlnW
- KFC – Stille Tage in Ost-Berlin
- Amanda Lear – Nostalgia (Berlin Lady)
- Udo Lindenberg – Berlin
- Lüül – Morgens in der U-Bahn (3)
- Milva – Alexanderplatz
- The Mobiles – Drowning in Berlin
- Pannach und Kunert – Berlin dein Winter ist kein Spaß • Sonntag (Mauerlied)
- Waterloo & Robinson – Frühstück in Berlin

#### 1982
- Herman Brood – Berlin schmerzt
- Falco – Auf der Flucht
- Hong Kong Syndikat – Berlin bleibt doch Berlin (∗)
- Heinz Rudolf Kunze – Regen in Berlin
- Leinemann – Treffpunkt Bärlin
- Lilli Berlin – Ostberlin – Wahnsinn
- Rational Youth – Dancing On The Berlin Wall
- UKW – Sommersprossen

#### 1983
- DÖF – Deutsches Mädel (für Katherina)
- Udo Lindenberg – Sonderzug nach Pankow
- Kirsty MacColl – Berlin
- Sally Oldfield – Strange Day in Berlin
- Pankow – Komm, Karlineken, komm (wir woll’n zu Pankow gehn)
- Savage – Berlin
- Silly – Mont Klamott • Heiße Würstchen

#### 1984
- Alphaville – Summer in Berlin
- Bajaga – Berlin
- Bert Beel – Laß uns mal nach Spandau fahr’n
- Berlin – Dancing in Berlin
- Camel – West Berlin
- Falco – No Answer (Hallo Deutschland)
- Helga Hahnemann – U-Bahn-Beat • Clärchens Ballhaus (mit Muck) • Berlin
- Dieter Thomas Heck – Danke, Berlin
- The Insane – Berlin Wall
- Klein Orkest – Over de Muur (Über die Mauer)
- Christian Kunert – Berlin-Song
- Udo Lindenberg – Russen

#### 1985
- Rainhard Fendrich – Frühling in Berlin
- Klaus Hoffmann – Morjen Berlin • Ratten der Großstadt • Städter sind cool • Tegel (1)
- Linie 1 – sämtliche Musical-Lieder, beispielsweise Wilmersdorfer Witwen • Fahr mal wieder U-Bahn
- Lonnie – An eine Berlinerin (S-Bahn-Lied)
- Paganini – Berlin By Night
- Pankow – Stille
- Silly – Berliner Frühling
- Tokyo (2) feat. Nina Hagen – Garota de Berlim (3)
- Truck Stop – Old Texas Town, die Westernstadt

#### 1986
- Bruce Cockburn – Berlin Tonight
- Helga Hahnemann – Hundert mal Berlin
- Udo Lindenberg – In den Ruinen von Berlin
- Reinhard Mey – Aber zu Haus’ kann ich nur in Berlin sein • Berlin tut weh
- Marius Müller-Westernhagen – Berlin
- Günter Rüdiger – Berlin, du bist die Stadt mit Herz

#### 1987
- Die Anderen – (Freitag abend in) Berlin
- City – Z. B. Susann (Berlin) • Wand an Wand
- John F. und die Gropiuslerchen – Berlin, Berlin (dein Herz kennt keine Mauern) (1)
- Wolfgang Gruner – Berlin, ick lieb’ dir janz
- Helga Hahnemann – Berlin, meine Liebe
- Tobias Künzel – Noch viel höher
- Schöneberger Sängerknaben – 750 Jahre alt ist Berlin
- Jennifer Warnes – First We Take Manhattan
- Amiga-Album Berlin, Berlin … bist eine große Liebe wert (Sortierung entsprechend Reihenfolge auf dem Album): (2)
  - Jürgen Walter – Berlin, Berlin
  - Monika Herz – Leben in Berlin
  - Ellen Tiedtke, Kathrin Fischer, Ernst Heise und Olaf Berger – Kiekt euch um
  - Werner Lierck – Berliner Jahreszeiten
  - Julia Axen & Heinz Schultze – Wenn in der Schönhauser (3)
  - Helga Hahnemann – Berlin (4)
  - Anja & der Omnibus-Kinderchor – Det Allerbeste von Berlin ist meine Oma
  - City-Singers – Berlin war nie so jung und schön
  - Giso Weißbach – Das müßte der Hauptmann von Köpenick sehn
  - Christine Wieland – Ich bin mit Leib und Seele Randberlinerin
  - Paul Schröder – Eine Dampferfahrt über’n Müggelsee
  - Peter Thomsen & Gruppe Anno 78 – Strandbad Grünau
  - Berliner Dampferband – Im Nante-Eck
  - Robby Lind – Ein Bierchen an der Ecke
  - Gerd E. Schäfer – Auf die letzte Instanz
  - Erhard Juza – Heut gehn wir mal die Linden zähl’n
  - Monika Hauff und Klaus Dieter Henkler – Was wär Berlin ohne Berliner

#### 1988
- Leonard Cohen – First We Take Manhattan
- Gazebo – Rain on Alexanderplatz
- Harald Juhnke – Berlin, wenn Du Geburtstag hast • Berlin, ick bin wie’n Bumerang
- Udo Lindenberg – Vopo (feat. Nina Hagen) • Hermine
- Marillion – Berlin
- Silly – Verlorene Kinder
- Die Skeptiker – Dada in Berlin
- Die Touristen – Sommer in Berlin
- Western Union – Ich stell mir vor, Berlin ist Nashville

#### 1989
- Franco Battiato – Alexander Platz
- Wolf Biermann – Berlin
- Ossi Ost-Born – Es steht ein Haus in Ostberlin (2)
- John F. und die Gropiuslerchen – Berlin, Berlin (Die Mauer ist weg!) (1)
- Klaus Hoffmann – Derselbe Mond über Berlin
- Oktoberklub – Spreeathen
- Peter Schilling – City of Night

### 1990er Jahre

#### 1990
- Banlieue Rouge – À l’est de Berlin (1)
- Big Cyc – Berlin Zachodni (2)
- Polo Hofer und die Schmetterband – Wenn in Berlin bisch
- Klaus Hoffmann – Krumme Lanke (3)
- Monika Mey – Einmal am Kurfürstendamm
- Reinhard Mey – Mein Berlin
- Quetschenpaua – Q-Damm’s Börnin
- Rio Reiser – Sonnenallee
- Lulu Santos – Samba em Berlim
- Schöneberger Sängerknaben – Uns’re Stadt hört doch nicht am Brandenburger Tor auf
- Ketil Stokkan – Brandenburger Tor
- They Might Be Giants – Road Movie to Berlin

#### 1991
- Freygang – Berlin
- Nina Hagen – Berlin is dufte
- Klaus Hoffmann –  Stein auf Stein • Krumme Lanke • Morjen Berlin • Ratten der Großstadt
- U2 – Zoo Station • Oh Berlin
- Zwölf für Berlin – Millionen Herzen

#### 1992
- Louis Capart – Berlin
- J. – Born on the Wrong Side of Town
- Harald Juhnke – Berlin, Berlin (∗)
- Jeff Mills – Berlin(instr)
- Puhdys – Wie ein Engel (S-Bahn-Surfer)
- Kurt Schulzke – Der Bär kommt aus Berlin
- Sylvia Vrethammar – Berlin, ich komm immer wieder gern mal vorbei

#### 1993
- Leonard Cohen – The Future
- Nina Hagen – Berlin
- Udo Lindenberg –  Gummi in Berlin
- Marmion (Mijk van Dijk & Marcos Lopez) – Schöneberg(instr)
- Nek – Il muro di Berlino c’è
- Rio Reiser – Inazitti
- Silly – Halloween in Ostberlin
- Tangerine Dream – Tiergarten(instr)
- Western Union – Mädchen aus Berlin

#### 1994
- Bierpatrioten – Berlin
- Depressive Age – Berlin
- Charis und Panos Katsimichas – Μπλάιμπ-τροϊ Καφέ (Berlin 1976) (∗)
- Pink Floyd – A Great Day for Freedom
- Second Decay – I Hate Berlin
- Vicki Vomit – Sommer in Berlin

#### 1995
- Ramones – Born to Die in Berlin
- Die Skeptiker – Berlin
- Terrorgruppe – Hauptstadt-Lied (∗)

#### 1996
- Funny van Dannen – Urbanhafen
- Nina Hagen – Born to Die in Berlin
- Udo Lindenberg – Der frische Wind von Berlin
- Nepper, Schlepper, schlechte Rapper – Sommer in Berlin
- Pe Werner – Goldgräber in Berlin

#### 1997
- Mick Jagger – Streets of Berlin
- Terrorgruppe – Capitol City Song (∗) – Kreuzberg zuerst
- Pe Werner – Berlin

#### 1998
- Klaus Hoffmann – Stadt ohne Namen
- IFA Wartburg – 2 Tage in Berlin
- Harald Juhnke – Straßen von Berlin (∗)
- Eberhard Schoener, Die Prinzen und Solisten des Tölzer Knabenchores – Potsdamer Platz (Herz von Berlin)

#### 1999
- Element of Crime – Jung und Schön
- Funny van Dannen – Berlin International
- Heino – Berlin-Medley
- Guildo Horn – Berlin
- Die Sterne – Big in Berlin

## 21. Jahrhundert

### 2000er Jahre

#### 2000
- Berlin Mitte Boys – Berlin Mitte Boy (1)
- Briskeby – Berlin
- Einstürzende Neubauten – Die Befindlichkeit des Landes
- Harleckinz – Berlin Love
- Hotzenplotz – Bye Bye Berlin (2)(instr)
- Keimzeit – Berlin
- Ute Lemper – Streets of Berlin
- Udo Lindenberg – Seid willkommen in Berlin
- Reinhard Mey – Serefina
- Midnight Choir – Snow in Berlin
- Olaf Schubert – Berlin (bzw. Berlin, wo gehst du hin?)
- Boris Steinberg – Mauerkinder
- Surrogat – Berlin liebt Dich

#### 2001
- Ellen Allien – Stadtkind
- Die Ärzte – Westberlin
- Britta – Die traurigsten Menschen (von ganz Berlin) • Rock Me in Crazy Berlin
- Element of Crime – Alle vier Minuten
- HétköznaPI CSAlódások (1) – Ájn, cváj, dráj (2)
- Annette Kruhl – Sommer in Berlin
- Die Prinzen – Berlin
- Rasta Knast – Ost-Berlin
- Seeed – Dickes B
- SDP – Dickes S

#### 2002
- Basta – Berlin
- City – Berlin 2
- Dota – Öffentlicher Nahverkehr
- Dritte Wahl – Fasching in Berlin
- Udo Jürgens – Sommer in Berlin
- Lexy & K-Paul – Der Fernsehturm
- Udo Lindenberg – Ich hab noch einen Koffer in Berlin (∗)
- Ulla Meinecke – In Berlin
- Tommy Morgenstern – Mitten in Berlin
- Paula – Die Stadt
- Pigor & Eichhorn – Berlin ist pleite
- Punk Soul Loving Bill – Berlin
- New Yok – Willkommen in Berlin
- Rocko Schamoni – Berlin Woman
- Rosenstolz – Tag in Berlin (November)

#### 2003
- Ian Anderson – Pigeons Flying Over Berlin Zoo
- Angelika Express – Geh doch nach Berlin
- Ben – Wir steh’n auf
- Bushido – Berlin
- EvilMrSod – Berlin Central Station
- Kaiserbase – Berlin, du bist so wunderbar
- Martin Kesici – Angel of Berlin
- P.R. Kantate – Görli Görli
- Chris Norman – Angel of Berlin
- SDP – Halloween in Westberlin
- Seeed – Music Monks
- Boris Steinberg – Sonnenuntergang über der Stadt
- Robbie Williams – Berliner Star

#### 2004
- Willy Astor – Berlien, wa!
- BAP – Unger Linde enn Berlin
- BI-2 – Proschtschaj, Berlin (1)
- Charnell feat. MicWrecka, Denis Cuspert, Jasha, Riad & Gin  – Willkommen in Berlin City
- City – Meine Gegend
- Bernhard Brink – Berlin
- Culcha Candela – In da City
- Rainhard Fendrich – Berlin
- Fischer-Z – Back to Berlin
- Rainald Grebe – Miriam (du Blume aus Marzahn)
- Nina Hagen feat. Supla – Garota de Berlin
- Max Herre – King vom Prenzlauer Berg (2)
- Jeans Team – Berlin am Meer
- Josie – Berlin bewegt uns
- Harald Juhnke – Mensch Berlin (was bist Du groß geworden)
- Toni Kater – Berlin
- Kellerkommando – Berlin (Wo die Verrückten sind) (3)
- Mellow Mark – Kiez
- Nylon – Frühling in der Schönhauser
- Patrouille – Ruhleben
- Donato Plögert – Berlin is pleite
- Sex In Dallas – Berlin Rocks
- Sido – Berlin Berlin (feat. Harris) • Mein Block • Steig ein
- Sonari-Chor – Berlin Heijo
- Steffi & Bert – Der Zauber von Berlin
- Taktloss – Westberlin Jungle
- Barbara Thalheim – Berlin, ein Tag (4)
- Virginia Jetzt! – Der Himmel über Berlin

#### 2005
- Der Automat – Trabrennbahn
- Bullit – Grime City • Mittegirl
- Carpark North – Berlin
- Fler feat. Sido, B-Tight, Frauenarzt, Megaloh, MC Bogy, Tony D & Shizoe – Willkommen in Berlin
- Frauenarzt & Manny Marc – Berlin bleibt Untergrund • Die Straßen der Stadt • Berlin die Stadt
- Rainald Grebe – Brandenburg (∗)
- Infernal – From Paris to Berlin
- Ingo Koster – Wie weit ist es nach Berlin
- Mach One, Tarek (von K.I.Z), Muerte/Massimo – Willkommen in 361
- Mariannenplatz – Nicht wichtig
- Ohrbooten – Stadtkind
- Axel Reitel & collegium Novum – Berlin
- Seeed – Schwinger
- Sentino – Berlin
- The 69 Eyes – Feel Berlin
- Der Singende Tresen – Lied der Barfrau
- Ska² – Berlin
- Bonnie Tyler – Crying in Berlin
- The Wohlstandskinder – Deine Nacht über Berlin

#### 2006
- Beirut – Prenzlauerberg
- Olaf Berger – Berlin, Berlin, wir fahren nach Berlin
- Berliner Vokalrunde – Berlin – Berlin
- MC Bogy – Willkommen in Abschaumcity
- Botanica – Berlin HiFi
- Roger Cicero – So geil Berlin
- Dota – Der Kanal
- Sera Finale – Berlin
- Fler – Ich scheine
- Di Grine Kuzine – Berlin
- Nils Heinrich (Brauseboys) – Angeln Berlin
- MC Heroin (∗) – Berlin schreibt die Gesetze (mit Atze Jope) • Lichtenberg mein Herz • Licht aus Berlin
- Bass Sultan Hengzt – Berliner Schnauze
- Icke & Er – Rischtisch Geil
- Manges – Secret Agent in East Berlin
- Marsimoto – Green Berlin
- MiA. – Je dis aime/Ich sag Liebe
- Prinz Pi – Würfel • Willkommen in der Hauptstadt • Berlin – Große Liebe • Meene Stadt (feat. Frank Zander)
- SDP feat. Ganesch – Sommer in Berlin • Berlin Citydancer
- Sender Freie Rakete – Istanbulberlin
- TempEau – Du bist verrückt mein Kind (Bang City)
- Frank Zander – Berlin (immer wenn ich bei dir bin)

#### 2007
- B-Tight – Zack Zack
- Black Rebel Motorcycle Club – Berlin
- Bloc Party – Kreuzberg
- Damenorchester Salome – Welcome to Berlin
- deadmau5 – Faxing Berlin
- Electrelane – In Berlin
- Fler – Berlin Flair • Berlin Zoo (feat. Massiv)
- Kim Frank – Berlin
- Kat Frankie – Berlin Cops
- Genepool – Berlin by Night
- Hanne Hukkelberg – Berlin
- Icke & Er – S.P.A.N.D.A.U. • Keen Hawaii • Berliner Girls • Berlin
- Jahcoozi – BLN
- K.I.Z – Was willst du machen
- P.R. Kantate – In Balin
- Kante – Wer hierher kommt will vor die Tür
- Kent – Berlin
- Lisi – Berlin
- Panda – Hierbleiben
- Patrouille – Und am Prenzlauer Berg herrscht die Angst vorm Versagen
- Der Singende Tresen – Alexanderplatz
- Tele – Bye Bye Berlin
- Toxpack – Rebell der Großstadt
- Rufus Wainwright – Tiergarten

#### 2008
- Mario Barth – Mensch Berlin (zusammen mit Paul Kuhn)
- Basstard – Das ist Berlin (feat. Prinz Pi)
- Berlin Boom Orchestra – Winter in Berlin
- Christophe – Panorama de Berlin
- Paolo Conte – Berlino
- Dziuks Küche – Mein schönes Berlin
- Dziuks Küche – Ode auf Berlin
- Egotronic – Berlin Calling • Ich wollt noch in die Bar
- Fler – Berlin
- FlowinImmO – In Berlin
- Peter Fox –  Alles neu • Fieber • Schwarz zu Blau • Stadtaffe
- Hail of Bullets – Berlin
- Hecklah & Coch – In Berlin
- Illdisposed – Ich bin verloren in Berlin
- In Extremo – Berlin
- The Incredible Herrengedeck – Berlin stinkt!
- Ute Lemper – Ghosts of Berlin
- Madsen – Nachtbaden
- Barbara Morgenstern – Come to Berlin
- MyKey Berlin – 30 °C im Schatten
- Robots in Disguise – I Live in Berlin
- Sugarplum Fairy – In Berlin
- Christoph Theußl – Pleite Bealin
- Sven van Thom – Jaqueline (Ich hab Berlin gekauft)
- Trikot – Wasser aus der Spree
- Wortfront (Sandra Kreisler & Roger Stein) – Berlin (13 O 52 N)

#### 2009
- Jürgen-Michael Bacher – Berliner Droschkenkutscherlied
- Berlin Boom Orchestra – Endbahnhof Rudow
- Bosse – 3 Millionen
- Boone Chatta – Berlin Yard
- Dex Romweber Duo – Ruins of Berlin
- Freygang-Band – Salem Aleikum Berlin
- Gary Go – Berlin
- IAMX – Tear garden
- Oliver Koletzki feat. Bosse – U-Bahn
- Kotzreiz – Berlin
- Moderat – Berlin(instr)
- Ohrbooten – Stadtstaub
- Puhdys – Berlin
- The Rakes – 1989
- Rotfront – B-Style
- Der Singende Tresen feat. Markus Liske – Der Flaschenmann
- Smith & Smart – Ihr seid nicht Berlin
- Solander – Berlin
- Jenz Steiner – Schönhauser Allee • P-Berg-Hymne • Berlin Babylon • Berlin, Berlin du bist scheiße • Wir alle sind König
- Voxtrot – Berlin, Without Return
- Christophe Willem – Berlin

### 2010er Jahre

#### 2010
- Lail Arad – Everyone Is Moving to Berlin
- Berlin Boom Orchestra – Wenn es losgeht
- Berlins Most Wanted (Bushido, Fler, Kay One) – Mein Ein und Alles
- Bernhard Brink – Berlin
- Deine Elstern (Kobito und Sookee) – Urlaub in der Stadt
- DIN A Testbild – Neu Berlin
- Rainald Grebe & Kapelle der Versöhnung – Prenzlauer Berg
- Herpes – Very Berlin
- Icke & Er – Wie Watt Berlin?
- Daniel Kahn & The Painted Bird – Görlitzer Park
- Karat – Berlin
- Jan Koch – Sag mir wieso Berlin
- Madsen – Berlin, was willst du von mir
- Christiane Rösinger – Berlin
- So So Modern – Berlin
- 2raumwohnung – Berlin 2011

#### 2011
- Federico Aubele – Berlin
- Mario Barth & Sido – Ick liebe dir
- Big Stu – Kottbusser Tor
- Bonsai Kitten – No-Go-Area
- Culcha Candela – Berlin City Girl
- Curry Sauce feat. Frank Zander – Frank Zander (∗)
- Anna Depenbusch – Glücklich in Berlin
- Meyah Don – Straßen von Berlin
- DxBxSx* („Drive By Shooting“) – Berlin Is Sooo Geil
- Ludovico Einaudi – Berlin Song
- Featherlike – Moon Over Berlin
- Fink – Berlin Sunrise
- Ute Freudenberg & Christian Lais – Auf den Dächern von Berlin
- Tiemo Hauer – Mädchen aus Berlin
- Is Tropical – Berlin
- Jupiter Jones – Berlin
- Roland Kaiser – Berlin am Abend
- KD-Supier, Megaloh, Said, Silla, Sera Finale – Die Stadt überhaupt
- Kraftklub – Ich will nicht nach Berlin
- Kumpelbasis – Berlin
- Nik P. – Berlin
- Polkageist – Ick liebe dir
- Prinz Pi – Zu Hause • Kreuzberg Blues • Königin von Kreuzberg
- R.E.M. – Überlin
- Rosenstolz – Irgendwo in Berlin
- Shotgun Jimmie – King of Kreuzberg
- Snow Patrol – Berlin
- Supershirt – 90 Seconds of Fame
- Tonträger – Die Stadt bin ich – Sei Berlin
- The Tunics – Berlin

#### 2012
- BerlinskiBeat – Berliner Pflanze • Heimweh • Miezen • Nacht in Berlin
- Hanno Bruhn – Über den Dächern … mitten in Berlin
- Brutos Brutaloz – Lichterfelde Boss
- Bushido – Berlin Tag & Nacht
- König Quasi – Koffer in Berlin
- Marteria, Yasha, Miss Platnum – Kreuzberg am Meer
- Modeselektor feat. Miss Platnum – Berlin (∗)
- No More – Leaving Berlin
- Amanda Palmer & The Grand Theft Orchestra – Berlin
- Pigor & Eichhorn – Berlin Airport
- Pilskills – Der Prinz von Berlin
- Savages – Flying to Berlin
- Silbermond – Himmel auf
- Simon & Jan – Der letzte Schrei (Berlin, Berlin)
- Sylvia – Die Unvollendete – Dieser Mann ist wie Berlin
- Die Toten Hosen – Was macht Berlin?

#### 2013
- Alle Farben – Tempelhof (1)
- Thilo Bock – Sei laut, sei im Weg, sei nicht von hier!
- Bosse – Schönste Zeit
- David Bowie – Where Are We Now?
- Chakuza – Notlandung auf Berlin
- Damion Davis – Immer unterwegs
- Dota – Hoch oben
- Annemarie Eilfeld – Barfuß durch Berlin
- Frizz Feick – Zu laut für Berlin
- Fler & Jihad – Big in Berlin
- Gloria – Eigenes Berlin
- Gostan – Klanga (2)
- Jeans Team – Gesundbrunnencenter (3)
- Daniel Küblböck – Berlin
- Monika Martin – Du hast noch einen Koffer in Berlin
- New Politics – Berlin
- Onkel Berni – Das ist Berlin
- Nik P. – Berlin
- Pigor & Eichhorn – Baut den Palast der Republik wieder auf!
- Chris Prinz – Berlin (Bei Tag und Nacht)
- Joachim Deh Schulz – Mein Berlin! Mein Berlin!
- Henning Sedlmeir – Sommer in Berlin
- Still Corners – Berlin Lovers
- Liquit Walker – Immer noch Berlin • Bei dir zuhause
- Ry X – Berlin

#### 2014
- Kazim Akboga – Is mir egal
- Berlin Ist Beste – Die Berlin Hymne
- Bollmer – Berlin
- Wilbert Eckart und seine Volksmusik-Stars – House Of The Rising Sun (1) (2)
- Fanger & Schönwälder feat. Lutz Graf-Ulbrich (3) – Ringbahn • Schöneberg • Geisterbahnhof • Wannsee • West-Tangente • Zentralflughafen • Wintergarten • Funkturm • Frankfurter Allee • Lichterfelde
- Ine Hoem – This Year
- Kafvka – Berlin, Berlin
- Marv & Philipp Dittberner – Am Ende von Berlin
- Mighty Oaks – Courtyard in Berlin
- Pentina’t Lula – Schwarzer Kanal
- Mark Tarmonea – So Berlin
- Traumfabrique – Komm, ich zeige dir Berlin
- Marc Tro – Berlin, Berlin ick liebe dir
- Viktor & Die Vokalisten – Berlin Boys & Stuttgart Girls (1)

#### 2015
- Anna-Marlene – Coucou, Berlin
- Bert Beel – Ich bin ein Berliner
- Matthias Binner – Tatsächlich geschehen
- Stanley Brinks (1) and the Wave Pictures – Berlin
- Ali Bumaye feat. Bushido – BLN
- Marius Deutsch – Schlachtensee
- Grossstadtgeflüster – Fickt-Euch-Allee (2)
- Alpa Gun mit Jasmin Madeleine – Berlin Berlin
- Isolation Berlin – Isolation Berlin
- Juju & Said – Berliner Schnauze
- Kuult – Berlin
- Lüül & Band – Morgens in der U-Bahn (3) • West-Berlin
- Masha Potempa – Ach, Berlin
- Romano – Jenseits von Köpenick
- Heiko Stang – Ja so scheen is det im Jrünen
- Boris Steinberg – Berliner Nasenbluten • Dahinter
- Tubbe – In Berlin
- We Butter the Bread with Butter – Berlin, Berlin!
- Frank Zander – Dit is Berlin
- Zucker & Zimt – Berlin du bist meine Sahnecream

#### 2016
- Alle Farben – Berlin
- Brando – Berlin an der Spree
- BRKN – California 61
- Isolation Berlin – Schlachtensee
- Maxine Kazis – Zug nach Berlin
- Heinz Rudolf Kunze – Ich steh’ auf Berlin
- Tanja Lasch – Komm nach Berlin
- Parquet Courts – Berlin Got Blurry
- Chris Prinz – Berlin, Berlin
- Shadow 030 – Märkisches Viertel
- Terrorgruppe – Tiergarten
- Tricky – From Beijing to Berlin
- Ufo361 – Ich bin ein Berliner • Ich bin 2 Berliner
- Antoine Villoutreix – Berlin
- Von Wegen Lisbeth (∗) – Chérie • Drüben bei Penny • Bitch • Wenn du tanzt
- Ry X – Berlin
- Die Grubertaler – Über den Dächern Berlins[51]

#### 2017
- Bushido (feat. AK Ausserkontrolle) – Echte Berliner
- Endlich August – Das ist Berlin
- Fantasy – Ich brenn durch mit dir (Berlin)
- Heinz Rudolf Kunze – Lied für Berlin (Hier rein da raus)
- Johnny Logan – Full Moon Over Berlin
- Louka – Berlin Berlin
- Lucid – Bus nach Berlin
- Max Koffler – Choose Your Fate
- Jose Promis & Juwelia (∗) – Die schönste Frau von Berlin • Berlin Is so Exciting • I Play Piano in Berlin • Als es in Berlin grau und dunkel war • Neukölln, Neukölln
- Rebar – Hansaviertel
- Treptow – Licht der Stadt
- Die Toten Hosen – Wannsee

#### 2018
- Capital Bra – Berlin lebt
- La Byle – Kottibuceta
- Daniel Caccia – Berlin ist eine Frage der Dosis
- Andrew Crowd feat. Mila – Mein Berlin
- Marius Deutsch – Berlin hasst Dich
- Danny Dziuk & Antoine Villoutreix – Tempelhofer Feld
- Element of Crime (∗) – Am ersten Sonntag nach dem Weltuntergang • Gewitter • Die Party am Schlesischen Tor • Im Prinzenbad allein • Nimm dir, was du willst • Wenn es dunkel und kalt wird in Berlin
- Isolation Berlin – Serotonin
- Juju – Winter in Berlin
- Milliarden – Berlin
- Barbara Schöneberger – Sonnenallee
- Vizediktator – Kreuzbergs Scherben

#### 2019
- Alina – Berlin
- Maximilian Arland & Sebastian Rätzel – Verliebt in Berlin
- Tex Brasket (1) – Nach Berlin
- Egotronic – Berlin im Winter
- Grossstadtgeflüster – Skalitzer Straße (2)
- Juju – Sommer in Berlin
- Roland Kaiser – 24/7 (Berlin)
- Kerstin Ott – Berliner Luft
- Von Wegen Lisbeth (3) – Jede Ratte der U8 • 30 Segways, ein Ferrari • Westkreuz
- Yetundey – Berlin
- Ben Zucker – Mein Berlin

### 2020er Jahre

#### 2020
- Ira Atari – Berlin Berlin
- Flavia Coelho – Berlim[57]
- Einstürzende Neubauten – Am Landwehrkanal • Grazer Damm (1) • Wedding • Tempelhof (2)
- Bruno Ferrara – Vado a Berlino (Ich geh' nach Berlin)
- King & Potter – Berlin
- Lostboi Lino – Taxi aus Berlin
- MiA. – Mauerpark
- Pet Shop Boys (3) – Will-o-the-wisp • You are the one • Wedding in Berlin (4)
- Peter Plate & Ulf Leo Sommer (Text und Musik) – Berlin, Berlin (5)

#### 2021
- Fanger & Schönwälder feat. Lutz Graf-Ulbrich (1) – Oberbaumbrücke • Görlitzer Park • Eichkamp • Tränenpalast • Teufelsberg • Entlastungsstraße
- No More – Berlin Soul
- Schiller (2) – Der Klang der Stadt (3) (instr) • Summer in Berlin (mit Alphaville) (4)
- Von Wegen Lisbeth – L.OST (5)
- Zartmann – 2 Blocks

#### 2022
- Betterov – Berlin ist keine Stadt
- Otto von Bismarck – Die abgefackteste Stadt
- Domiziana – Ohne Benzin
- Magdalena Ganter und Max Prosa – Adieu, Berlin!
- Alexander Klaws – Berlin, Berlin (∗)
- SIND – Karlshorst
- Zartmann – Berlin weckt mich auf

#### 2023
- Bosse – Kreuzbergmädchen
- Herbert Grönemeyer, b-flat, Lucry & Suena – Kaltes Berlin
- K.I.Z – Görlitzer Park
- Paula Carolina – Schreien!
- Zartmann, *maliiik & Drumla – Sie passt nicht nach Berlin

#### 2024
- Die Heiterkeit – Teufelsberg
- K.I.Z (∗) – 2001 • Samstag ist Krieg • Berlin wird dich töten • Jahrmarkt • Gewinner
- Leftovers – Berlin Berlin

#### 2025
- Faber – Berlin, Berlin, Berlin
- Odd Couple – Allein in Berlin
- Tocotronic – Bye Bye Berlin
- Zartmann –  Schönhauser (mit Gustav & 01099) • Schönhauser Skit

Legende:

(instr)Instrumental; der Bezug zu Berlin wird über den Titel und gewöhnlich die Musiker selbst hergestellt. Die Titel transportieren den jeweils aktuellen musikalischen Zeitgeist.